# ホイーリング (ウェストバージニア州)

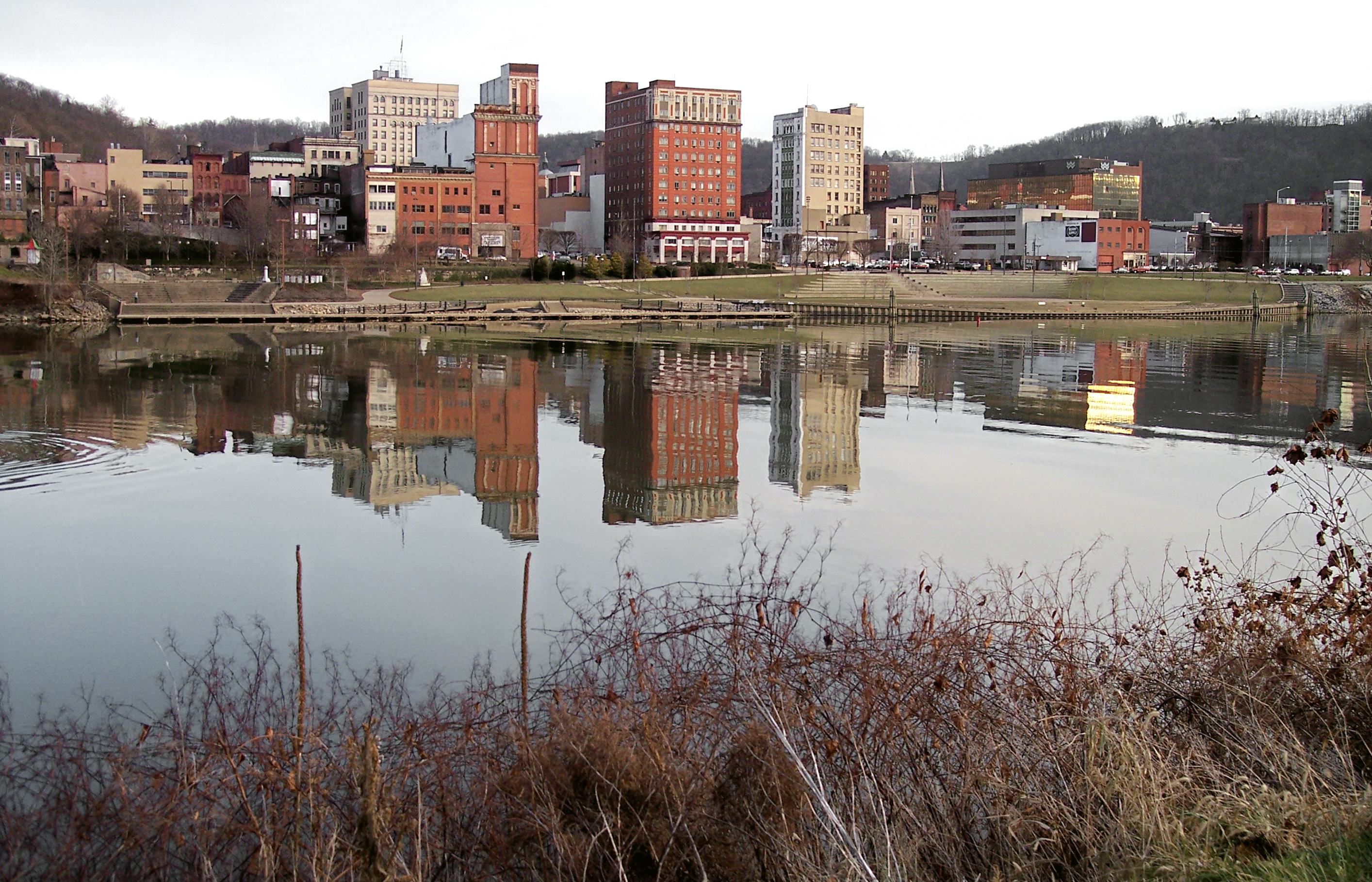
ホイーリングのダウンタウン

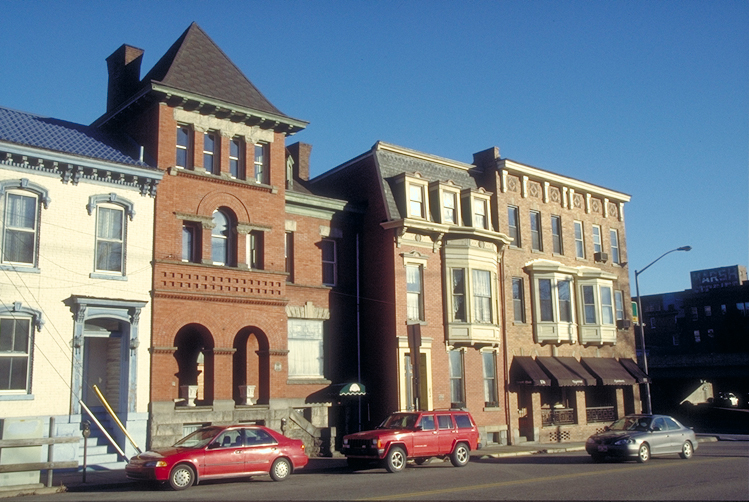
ホイーリング市内のタウンハウス。様々な様式の家々が連なっている。

ホイーリング（Wheeling）は、アメリカ合衆国ウェストバージニア州北部の都市。オハイオ郡の郡庁所在地である。人口は2万7052人（2020年）。同州最初の州都である（現在の州都はチャールストン）。ピッツバーグに近く、重要な水上交通路であったオハイオ川に面していることから、古くは製鉄業で栄えた。しかし産業構造の変化により、1950年代以降は人口が減り続けている。

## 歴史
ホイーリングを中心としたオハイオ郡の歴史は古く、1776年にさかのぼることができる。ホイーリングは1793年にゼインズバーグ（Zanesburg）という町名で創設され、1797年には同郡の郡庁所在地に定められた。1806年には正式な市となり、市名も現在のホイーリングに改められた。
南北戦争の最中、1863年にウェストバージニア州がバージニア州から分離する形で州に昇格するとホイーリングは同州最初の州都になった。しかしこれで州都が定まったわけではなく、ホイーリングとチャールストンの間を絶えず行き来した。1870年には州都がチャールストンに移り、1875年には再びホイーリングが州都となった。その後1877年に行われた州民による最終投票の結果によりチャールストンが州都に選ばれ、1885年にチャールストンに再遷都した。
蒸気船による水上交通が発達すると、ホイーリングはオハイオ川の重要な河港のひとつとして発展した。「鉄都」と呼ばれたピッツバーグに近いことから製鉄業も発達し、ホイーリングの発展を促した。しかし1950年代以降、産業構造の変化と製鉄業の不振により人口が市外へ流出、ホイーリングの人口は減り続けている。

## 地理
ホイーリングは北緯40度4分13秒 西経80度41分55秒 / 北緯40.07028度 西経80.69861度（40.070348, -80.698604）に位置している。
アメリカ合衆国統計局によると、ホイーリング市は総面積41.0km²（15.8mi²）である。このうち36.0km²（13.9 mi²）が陸地で4.9km²（1.9 mi²）が水域である。総面積の12.07%が水域となっている。
市域はオハイオ川の東岸とホイーリング島（Wheeling Island）と呼ばれる中州にまたがっている。市街地は対岸のオハイオ州側にも広がっている。市内をホイーリング川（Wheeling Creek）が流れている。ホイーリング川はダウンタウンでオハイオ川に合流する。

## 交通

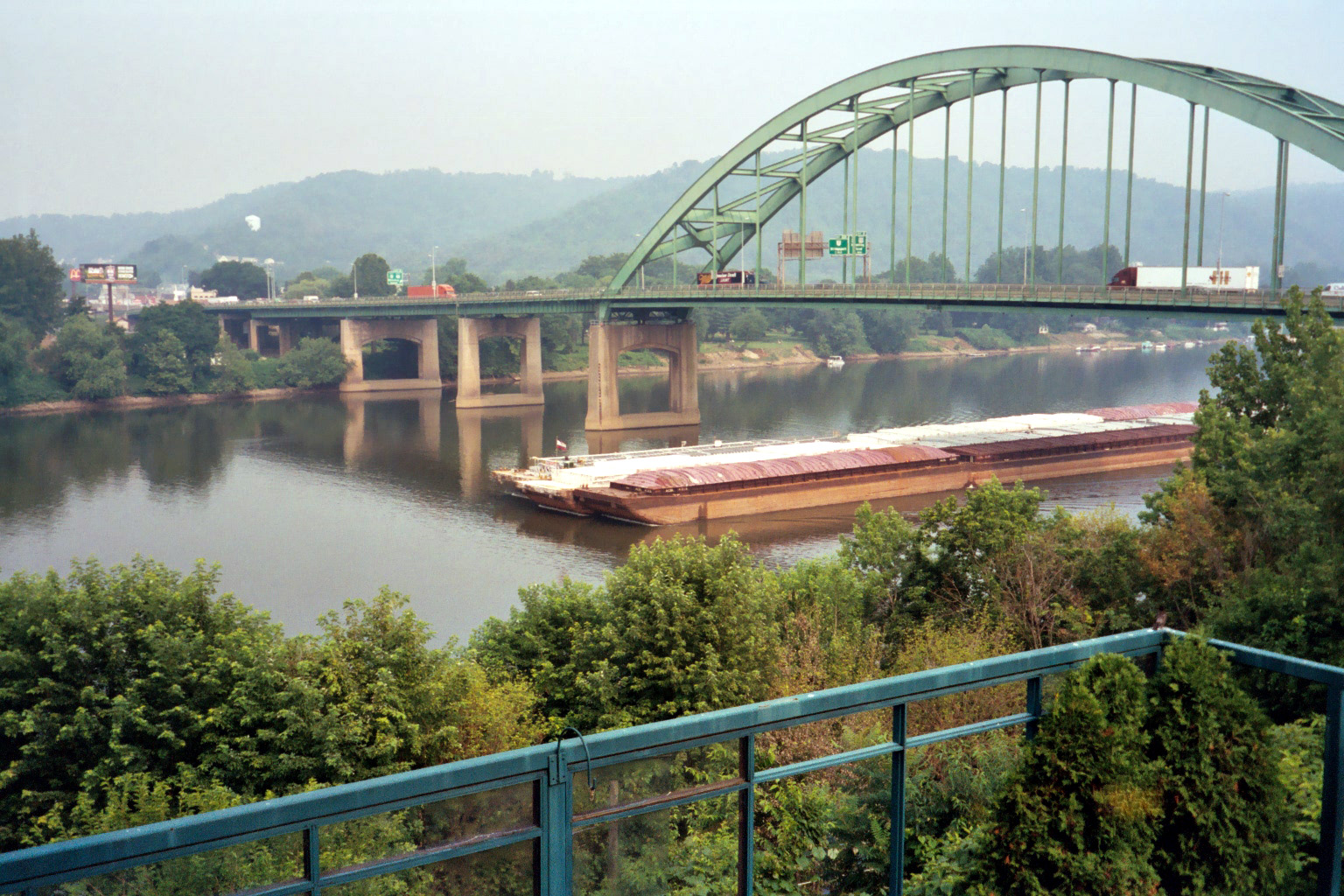
フォート・ヘンリー・ブリッジ。州間高速道路70号線と2本の国道（40号線・250号線）がこの1本の橋でオハイオ川を渡っている。

ホイーリングの玄関口となっている空港は市の北約11kmに位置するホイーリング・オハイオ郡空港である。しかし空港の規模が大きく、便数も多いピッツバーグ国際空港を利用することが多い。同空港はホイーリングの北東約100kmに位置し、車で所要1時間強である。
ホイーリング市内を州間高速道路70号線が、また市南側のバイパスとしてI-470がそれぞれ通っている。I-70は東海岸から中西部を貫き、ユタ州へと通ずる幹線である。ピッツバーグは北東に約95km（所要1時間、途中でI-79に乗り換える）、コロンバスは西に約200km（所要約2時間）である。同高速道路上をニューヨークとセントルイスを結ぶグレイハウンドのバスが通っており、ホイーリングにも停車する（一部の便はホイーリングを通過する）。

## 名所
- ホイーリング・サスペンション・ブリッジ(Wheeling Suspension Bridge) - オハイオ川に架かる吊り橋。1849年に架けられ、当時は世界一長い吊り橋であった。2年後の1851年にナイアガラ川にクイーンストン・ルイストン・ブリッジ(Queenston-Lewiston Bridge)が架かり、「世界一」の座を譲ることになった。
- キャベラズ(Cabela's) - 2004年に開店したアウトドア用品店。将来的にはこの地域にショッピングセンターの建設が計画されており、キャベラズはその中心という位置付けになっている。
- ホイーリング・アイランド・レーストラック・アンド・ゲーミング・センター(Wheeling Island Racetrack and Gaming Center) - ホイーリング島に位置するカジノ。グレイハウンドのレースやスロットマシンなどを備えている。
- キャピトル・ミュージック・ホール(Capitol Music Hall) - ウェストバージニア州最大の劇場で、約2,500人を収容する。1940年代には、ホイーリングで鉄鋼業に従事する労働者たちが音楽を披露するThis is Wheeling Steelというラジオ番組を制作していた。現在ではあらゆる音楽コンサートが行われている。ホイーリング・シンフォニー・オーケストラ(Wheeling Symphony Orchestra)はここを本拠地としている。また、ジャンボリUSA(Jamboree USA)というカントリー・ミュージックのプログラムが始まったのもこのキャピトル・ミュージック・ホールである。

## 文化

### 教育
ホイーリングのK-12教育課程はオハイオ郡学校システム（Ohio County Schools）によって運営されている。同システム下には小学校8校、中学校4校、K-8（幼稚園・小・中学校一貫教育校）1校、および高校1校が属する。また、私立学校も数校存在している。
高等教育期間としては、ウェスト・リバティ州立大学（West Liberty State College）やイエズス会系のホイーリング・イエズス会大学（Wheeling Jesuit University）がホイーリングにキャンパスを構えている。また、ダウンタウンにはコミュニティ・カレッジもある。

### スポーツ
ホイーリングにはAHLの下部組織であるECHLのアイスホッケーチーム、ホイーリング・ネイラーズ（Wheeling Nailers）が本拠を置いている。また、インドア・フットボールチームのオハイオ・バレー・グレイハウンズ（Ohio Valley Greyhounds）もホイーリングを本拠地としている。両チームとも市内のウェスバンコ・アリーナ（WesBanco Arena）をホームとしている。

### メディア
ピッツバーグに近いことから、ホイーリングのメディア事情はピッツバーグの影響を大きく受けている。ピッツバーグのテレビ局で放送される番組はホイーリングでも見ることができる。ピッツバーグのテレビ局以外では、次のようなテレビ局がホイーリングをカバーしている。
- WTRF-TV（CBS系列、チャンネル7） - ホイーリングに本部を置く。
- WVTX-CA（UPN系列、チャンネル28） - 対岸のオハイオ州ブリッジポート市（Bridgeport）に本部を置く。
- WTOV（NBC系列、チャンネル9） - オハイオ州東部のステューベンビル市に本部を置く。

また、ホイーリングにはAM3局、FM4局のラジオ局が本部を置いている。

## 人口動勢
| ホイーリング市 年代ごとの人口推移 |          |
| 1840年                            | 7,885人  |
| 1850年                            | 11,435人 |
| 1860年                            | 14,083人 |
| 1870年                            | 19,280人 |
| 1880年                            | 30,737人 |
| 1890年                            | 34,522人 |
| 1900年                            | 38,878人 |
| 1910年                            | 41,641人 |
| 1920年                            | 56,208人 |
| 1930年                            | 61,659人 |
| 1940年                            | 61,099人 |
| 1950年                            | 58,891人 |
| 1960年                            | 53,400人 |
| 1970年                            | 48,188人 |
| 1980年                            | 43,070人 |
| 1990年                            | 34,882人 |
| 2000年                            | 31,419人 |
| 2010年                            | 28,486人 |
| 2020年                            | 27,062人 |

以下は2000年国勢調査における人口統計データである。
| 基礎データ - 人口: 31,419人 - 世帯数: 13,719世帯 - 家族数: 7,806世帯 - 人口密度: 872.1人/km²（2,258.4人/mi²） - 住居数: 15,706軒 - 住居密度: 436.0軒/km²（1,128.9軒/mi²） 人種別人口構成 - 白人: 92.72% - アフリカン・アメリカン: 4.99% - ネイティブ・アメリカン: 0.10% - アジア人: 0.91% - 太平洋諸島系: 0.03% - その他の人種: 0.16% - 混血: 1.09% - ヒスパニック・ラテン系: 0.58% 年齢別人口構成 - 18歳未満: 20.6% - 18-24歳: 9.1% - 25-44歳: 24.3% - 45-64歳: 24.5% - 65歳以上: 21.6% - 性比（女性100人あたり男性の人口） - 総人口: 84.1 - 18歳以上: 79.6 | 世帯と家族（対世帯数） - 18歳未満の子供がいる: 23.4% - 結婚・同居している夫婦: 41.8% - 未婚・離婚・死別女性が世帯主: 12.2% - 非家族世帯: 43.1% - 単身世帯: 38.3% - 65歳以上の老人1人暮らし: 18.6% - 平均構成人数 - 世帯: 2.17人 - 家族: 2.89人 収入と家計 - 収入の中央値 - 世帯: 27,388米ドル - 家族: 38,708米ドル - 性別 - 男性: 30,750米ドル - 女性: 22,099米ドル - 人口1人あたり収入: 17,923米ドル - 貧困線以下 - 対人口: 18.0% - 対家族数: 13.1% - 18歳未満: 23.3% - 65歳以上: 11.2% |